# Gilyard (Automarke)
Gilyard war eine britische Automarke, die von 1914 bis 1919 auf dem Markt war. Hersteller war Barkerend Engineering Company Ltd. aus Bradford (Yorkshire).

## Beschreibung
Im Angebot standen Cyclecars und Kleinwagen. 1914 entstand ein Wagen mit luftgekühltem V2-Motor unbekannter Herkunft, der einen Hubraum von 1267 cm³ hatte und eine Leistung von 10 bhp (7,4 kW) entwickelte. Der Radstand des 2540 mm langen und 1524 mm breiten Fahrzeuges betrug 1981 mm, seine Spurweite 1168 mm. Das Gewicht lag bei 254 kg.
1916 erschien als Nachfolger ein 8 hp. Der Reihenzweizylindermotor kam nun von Chater-Lea, war ebenfalls luftgekühlt und leistete mit seinen seitlich stehenden Ventilen 8 bhp (5,9 kW). Der Radstand war auf 2032 mm gewachsen, die Spurweite sank auf 1118 mm. Noch im selben Jahr wurde die Fertigung eingestellt.
1919 wurde der Wagen nochmals für ein Jahr aufgelegt, wobei zwei Radstände (2083 mm und 2134 mm) angegeben werden. Die Spurweite betrug 1143 mm.

## Modelle
| Modell | Bauzeitraum | Zylinder | Hubraum cm³ | Radstand mm | Gewicht kg |
| ------ | ----------- | -------- | ----------- | ----------- | ---------- |
| 10 hp  | 1914–1915   | 2 V      | 1267        | 1981        | 254        |
| 8 hp   | 1916        | 2 Reihe  | 964         | 2032        | 254        |
| 8 hp   | 1919        | 2 Reihe  | 964         | 2083–2134   |            |